# Лес (фильм, 2018)
«Лес» — российский драматический фильм режиссёра Романа Жигалова. В 2018 году за фильм режиссёру присуждена Независимая премия «Парабола».

## Сюжет
Даниле шестнадцать, Катя вдвое старше. Он часами украдкой наблюдает за ней из старого сруба на окраине леса. У него нет и мысли попытаться быть с ней вместе, пока на её пороге не появляется отец Данилы с желанием сбежать в её объятия от навалившихся проблем. Отца и сына затягивает водоворот событий; люди, живущие на одной земле, разделились на своих и чужих, толкая общую жизнь к катастрофе.

## В ролях
- Олег Шибаев — Данила
- Наталья Рычкова — Катя
- Олег Феоктистов — Павел
- Мария Аврамкова — Галина
- Владимир Малюгин — Колька
- Сергей Шеховцов — Клавдий Степанович
- Сергей Шанин — Петро
- Сергей Подольный — районный
- Владислав Неронов — озёрный
- Марианна Овчинникова — Света
- Нина Есина — Надька
- Дмитрий Блохин — следователь
- Альбина Тиханова — Фролиха

## Саундтрек
Музыка к фильму создана известными карельскими музыкантами Александром Леоновым и Ольгой Гайдамак, коллекционирующими редкие музыкальные инструменты. Некоторые композиции фильма записаны с использованием инструментов, существующих в мире в единственном экземпляре.

## Награды и номинации
- Забайкальский международный кинофестиваль — Лучший фильм[2]
- Российский национальный кинофестиваль «Окно в Европу» — Специальный приз жюри «За лучший дебют»[3]
- Фестиваль нового российского кино «Горький fest» — Специальный приз жюри и Диплом Лучшей актрисе[4]
- Международный кинофестиваль стран Арктики «Arctic Open» — Лучший сценарий[5]
- Международный кинофестиваль «Восток & Запад. Классика и Авангард» — Специальный приз
- Баренц Экологический Фильм Фестиваль — Лучший дебют
- Avanca International Film Festival (Португалия) — Особое упоминание жюри и приз Лучшему актёру[6]
- Philadelphia Independent Film Festival (США) — Лучший иностранный фильм[6]
- Independent Days International Filmfest (Германия) — Лучший полнометражный фильм[6]
- Buzz CEE International Film Festival (Румыния) — Лучший полнометражный фильм
- Milan International Film Festival Awards (Италия) — 6 номинаций[6]
- Västerås Filmfestival (Швеция) — Лучшая актриса[6]
- São Paulo International Film Festival (Бразилия) — Финалист зрительского голосования
- Scandinavian International Film Festival (Финляндия) — Лучший режиссёр, Лучший актёр, Лучшая актриса[6]
- и др.